# 中国香港戴维斯杯代表队
中国香港戴维斯杯代表队是中国香港男子网球队参加戴维斯杯的队伍，由中國香港網球總會负责管理和组织参赛。该队在英属时期以“香港”名义参赛，1997年主权移交后改以“中国香港”名义。
香港队首次参加戴维斯杯是在1970年。在1989年, 1993-95年，香港队四次打入亚洲大洋洲区一组（之后称为世界一组亚洲大洋洲区），但都未能闯过首轮。